# 志引峠
志引峠（しびきとうげ）は、岡山県美作市と兵庫県宍粟市の境にある峠。北の後山(1344.4m)と南の日名倉山(1047.1m)とを結ぶ稜線上にあり、氷ノ山後山那岐山国定公園内にある。国道429号が通る。

## 概要
近隣で兵庫県と岡山県を結ぶ峠としては、志引峠の北側にある「上乢」(739m)が後山と日名倉山のあいだにあり、「奥海越（おねこし）」、「千合地峠」が日名倉山と船越山のあいだにある。このほか、志引峠の西1kmほどの地点には「奥海乢（おねみたわ）」があり、美作市と佐用町を結んでいる。
峠は兵庫県側で千種川の上流域の支流である西山川、岡山県側からは吉井川水系・吉野川の支流である後山川のが迫っている。
志引峠の兵庫県側にあたる日名倉山の北東麓には、風化の進んだ石英閃緑岩の露頭が多い。石英閃緑岩が風化すると砂鉄を多く産出するようになり、このあたりは高品質の砂鉄の産地だった。このあたりで産する鉄は千種鉄（千種鋼とも）と呼ばれ、日本刀の原料として古くから珍重され、明治期まで生産されていた。備前の長船勝光・長船宗光らが用いたものも千種鉄である。志引峠は播磨国と美作国を結ぶ峠の中で、この千種鉄の輸送路として重要視されてきた。

## 現状
峠より西側（美作市側）は2車線あり広い道路であるが、それに比べて東側（宍粟市側）はセンターラインのない区間が多く狭い道路である。なお、峠より西側は10月の夜間に鹿がよく出没するので注意が必要である。